# Kotri
Kotri är en stad i distriktet Jamshoro i den pakistanska provinsen Sindh. Den är belägen strax väster om storstaden Hyderabad, och folkmängden uppgick till cirka 100 000 invånare vid folkräkningen 2017.